# Apogonops anomalus
Apogonops anomalus är en fiskart som beskrevs av Ogilby, 1896. Apogonops anomalus ingår i släktet Apogonops och familjen Acropomatidae. Inga underarter finns listade i Catalogue of Life.